# Кіта цейлонська
Кіта цейлонська (Urocissa ornata) — вид горобцеподібних птахів родини воронових (Corvidae).

## Поширення
Ендемік Шрі-Ланки. Поширений лише в центральних горах і передгір’ях вологої зони. Трапляється у високому, непорушеному, первинному лісі на пагорбах і прилеглих низинах вологої зони, від 2135 м до нижче 150 м над рівнем моря. Іноді був зареєстрований у порушених районах.

## Опис
Птах завдовжки 40-47 см, вагою до 196 г. Це стрункі на вигляд птахи, оснащені округлою головою з довгим і міцним конічним дзьобом із гачкуватим кінцем, довгими пальчастими крилами, довгим хвостом (трохи довшим за тулуб) і сильними ногами. Голова, шия і верхня частина грудей коричневі. Основні махові також такого ж кольору, а другорядні синьо-фіолетові. Спина, груди і крила синювато-блакитні, а живіт і боки світлішають до яскраво-блакитного кольору. Хвіст такого ж кольору, окремі пір’я на кінчиках білуваті, з білою облямівкою синьо-чорної смуги. Дзьоб коралово-червоний, ноги і велике неоперене періокулярне кільце також такого ж кольору, а очі темно-червоні.

## Спосіб життя
Це всеїдні птахи. Вони харчуються переважно великими комахами (жуками та цвіркунами), гусеницями, личинками, іншими безхребетними та дрібними хребетними (мишами, ящірками, жабами), але вони можуть також харчуватися ягодами і стиглими фруктами.